# Horst von Usedom
Horst von Usedom (Celle, 9 marzo 1906 – Gauting, 14 ottobre 1970) è stato un generale tedesco della Wehrmacht durante la Seconda guerra mondiale.
Di famiglia aristocratica tedesca, von Usedom entrò nell'esercito della Repubblica di Weimar nel 1925. Durante la seconda guerra mondiale divenne comandante della 12. Panzerdivision, ricevendo la croce di cavaliere della croce di ferro con foglie di quercia.
Von Usedom si arrese alle forze sovietiche nella sacca di Curlandia nel maggio del 1945, rimanendo prigioniero dei russi sino al 1955 quando venne rilasciato. Tornò a vivere in Germania ove morì nel 1970.